# Johannes Adrianus van den Bosch
Johannes Adrianus van den Bosch (Zuilen, 3 januari 1813 – Arnhem, 16 februari 1870) was een Nederlandse militair en korte tijd minister.
In het koninklijke kabinet-Van Zuylen van Nijevelt kreeg hij een post als minister van Oorlog. Een belangrijk vraagstuk dat tijdens deze periode speelde, was de koloniale kwestie, daarvoor werd geen oplossing gevonden. Onder zijn regie kwam wel de Inkwartieringswet tot stand die de inkwartiering, het onderhoud en de transporten van miliciens regelde, alsmede de leveringen aan het leger en de vestingen. In 1868 voerde hij als minister de Generale Staf in, naar Pruisisch voorbeeld, waar hij vervolgens als chef in plaatsnam. 
Van den Bosch was adjudant van de prins van Oranje en van koning Willem III en grootofficier van de Koning. Hij was een telg uit het deels adellijke geslacht Van den Bosch en Johannes graaf van den Bosch (1780-1844) was zijn oom.